# 宮下哲次
宮下 哲次（みやした てつじ）は、日本で活動するパティシエ。山梨県出身。パティスリーアノー所属。

## 経歴
大学卒業後に株式会社ル・サントノーレに入社。
アルパジョン（梅ヶ丘）・VOILA洋菓子店（桜ヶ丘）・季の葩（砧）のル・サントノーレ系列4店舗にて計7年勤務し、チーフを経て退職。その後は渡仏しフランス国立製菓学校へ留学し、フランスの2店舗に所属。帰国後にバーゼル洋菓子店に就職しシェフとなった。2008年に独立し8月7日に宿河原でパティスリーアノーを開業させた。2012年8月8日には狛江店も開業し2店舗を経営している。

## 出演
- じゅん散歩（2016年10月20日、テレビ朝日）